# Pýthón
Pýthón (řecky Πύθων, gen.: Πύθωνος, latinsky Pytho) je v řecké mytologii hrozný šupinatý drak s hadím tělem. Podle některých verzí je to zplozenec matky země Gaie.
Žil v temné úžlabině u Delf. Podle věštby měl být zabit potomkem bohyně Létó.
Když se nejvyšší bůh Zeus zamiloval do bohyně Létó a ona otěhotněla, bohyni Héru, Diovu manželku, to rozčílilo k nepříčetnosti. Povolala na pomoc matku země Gaiu, aby nedovolila Létě porodit nikde na světě. Vyslala nestvůru Pýthóna, aby Létu pronásledoval. Létó před ním prchala, až se na pokraji sil dostala k ostrovu Délos, chudému a neúrodnému, ale pro ni znamenal spásu. Byl totiž odtržen od země a plul po moři. Tam tedy nedosahovala Gaiina moc a navíc: jakmile vstoupila na půdu Délu, vystoupily z moře dvě skály a uzavřely Pýthónovi další cestu k
pronásledování. V krátké době potom Létó porodila boha slunce Apollóna a bohyni Artemis.
Když Apollón dospěl, vypravil se za Pýthónem, našel ho v doupěti u Delf a svými šípy ho zabil. Na místě, kde byl drak pohřben, založil Apollón chrám a věštírnu, kde úspěšně působila kněžka Pýthie.
Slovo pýthón se objevuje v některých starořeckých textech s významem věštec či pravdomluvný člověk.